# Wilhelm Bertelsmann (Politiker)
Friedrich Wilhelm Bertelsmann (* 16. März 1796 in Bielefeld; † 30. Juni 1875 ebenda) war ein deutscher Kaufmann und Politiker.
Bertelsmann, der evangelischer Konfession war, war Leinengroßhändler in Bielefeld. Kommunalpolitisch war er Beigeordneter und Stadtverordnetenvorsteher in seiner Heimatstadt. 1865 bis 1868 war er für den Wahlbezirk Minden-Ravensburg und die Stadt Bielefeld Mitglied im Provinziallandtag der Provinz Westfalen.